# Roller-Boot
Das Roller-Boot war ein wellengetriebenes Boot des Erfinders Peter Beckmann. Es zählte zu den weltweit ersten Booten dieser Art.

## Einzelheiten
Beckmann baute 1898 ein Boot aus einem Balkenrahmen mit einem darin eingebauten quer zur Fahrtrichtung liegenden Hohlzylinder, der gleichzeitig als Kabine diente. Um den etwa drei Meter im Durchmesser und 3,50 Meter langen Zylinder war ein Schaufelringpaar angeordnet, welches einen Teil der kinetischen Energie der Orbitalbewegung des umgebenden Wassers in eine Vorwärtsbewegung des Bootes umsetzte. Das Fahrzeug erreichte auf einer Fahrt mit seinem Erfinder und dessen Sohn von Ben Harbour in Maine in Richtung See eine Geschwindigkeit von bis zu 10 km/h. Aufgrund der zu großen Windabtrift musste das Roller-Boot jedoch von einem Frachter nach New York gebracht werden.